# Hennadij Zacharczenko
Hennadij Zacharczenko (ukr. Геннадій Захарченко, ur. 26 marca 1976 w Chersoniu) – ukraiński wioślarz.

## Osiągnięcia
- Mistrzostwa Świata Juniorów – Årungen 1993 – czwórka podwójna – 10. miejsce[1].
- Mistrzostwa Świata Juniorów – Monachium 1994 – czwórka podwójna – 7. miejsce[1].
- Mistrzostwa Świata – Lucerna 2001 – czwórka podwójna – 4. miejsce[1].
- Mistrzostwa Świata – Sewilla 2002 – dwójka podwójna – 12. miejsce[1].
- Mistrzostwa Świata – Mediolan 2003 – ósemka – 14. miejsce[1].
- Mistrzostwa Świata – Eton 2006 – dwójka podwójna – 11. miejsce[1].
- Mistrzostwa Europy – Poznań 2007 – dwójka podwójna – 7. miejsce[1].
- Mistrzostwa Świata – Monachium 2007 – dwójka podwójna – 19. miejsce[1].
- Mistrzostwa Świata – Poznań 2009 – czwórka podwójna – 8. miejsce[1].
- Mistrzostwa Europy – Brześć 2009 – czwórka podwójna – 1. miejsce[1].